# Xã Sisseton, Quận Marshall, Nam Dakota
Xã Sisseton (tiếng Anh: Sisseton Township) là một xã thuộc quận Marshall, tiểu bang Nam Dakota, Hoa Kỳ. Năm 2010, dân số của xã này là 67 người.